# 宇宙はジョークでいっぱい〜宇宙開発ちょっといい話〜
『宇宙はジョークでいっぱい〜宇宙開発ちょっといい話〜』（うちゅうはジョークでいっぱい うちゅうかいはつちょっといいはなし）はアメリカのノンフィクション。

## 概要
原著はボブ・ウォード（Bob Ward）の“The Light Stuff: Space Humor-From Sputnik to Shuttle”（1982年）。野田昌宏訳による日本語版が1985年角川書店より文庫にて出版された。冒頭にはウォルター・クロンカイトが一文を寄せている。
宇宙開発創成期からNASA創立、アポロ計画、スペースシャトル飛行に至るまでのジョーク・警句・珍事・悪ふざけなどをまとめたもの。登場人物もニール・アームストロング、アラン・シェパード（宇宙飛行士）、ウェルナー・フォン・ブラウンからソ連の宇宙開発者、無名の軍人・技術者、新聞記者、野次馬など非常に多岐に渡っている。

## 備考・トリヴィア
- 原作のタイトルはトム・ウルフの『The Right Stuff』のもじり。